# Aleksandr Stepanovič Kučin
Aleksandr Stepanovič Kučin, in russo Александр Степанович Кучин? (Kušereka, 16 o 28 settembre 1888 – Mare di Kara, 1913?), è stato un navigatore, esploratore e oceanografo russo.
Partecipò alla spedizione di Amundsen al Polo sud e a quella di Rusanov nell'Artico.

## Biografia
Aleksandr Kučin era nato nel villaggio di Kušereka nell'Onežskij rajon, in quello che a quel tempo era il governatorato di Arcangelo. Si era imbarcato come marinaio su di una nave norvegese a diciassette anni. Nel 1907 lavorava a Bergen, in una stazione biologica norvegese, divenendo allievo del pioniere della moderna oceanografia, il professor Bjørn Helland-Hansen. Aveva imparato molto bene la lingua norvegese, tanto da scrivere un  "Piccolo dizionario russo-norvegese" che fosse d'aiuto ai suoi compatrioti.
Nel 1910-1911 Kučin  era l'unico straniero nella spedizione di Amundsen al Polo sud sulla Fram. Dopo il suo ritorno in Norvegia, nel dicembre del 1911, si era sposato con la diciottenne Aslaug Poulson, figlia di un illustre giornalista norvegese. Nel 1912 tornò in Russia, dove, come capitano della scuna Gerkules, si unì alla spedizione di Vladimir Rusanov verso le Svalbard. L'obiettivo era quello di studiare il potenziale carbonifero dell'arcipelago. Erano salpati da Aleksandrovsk (ora Poljarnyj, presso Murmansk), il 26 giugno. L'equipaggio constava di tredici uomini e una donna, la fidanzata francese di Rusanov, Julie Jean. Alla fine delle operazioni di rilevamento, tre membri della spedizione (un geologo, uno zoologo e il nostromo), ritornarono in Russia attraverso Grønfjorden in Norvegia. Gli altri dieci, senza consultare le autorità a San Pietroburgo, partirono nel rischioso tentativo di raggiungere il Pacifico attraverso la rotta del Nord, ma il Gerkules era troppo piccolo per quel tipo di spedizione. L'ultima loro notizia fu un telegramma inviato dallo stretto di Matočkin nella Novaja Zemlja che arrivò a San Pietroburgo il 27 settembre 1912. In esso, affermavano di voler doppiare la punta settentrionale della Novaja Zemlja, dirigendosi a est attraverso il mare di Kara, ma non arrivarono ulteriori notizie dal Gerkules. Kučin, Rusanov e tutto l'equipaggio scomparvero senza lasciare traccia nel mare di Kara, al largo della costa settentrionale della Siberia.

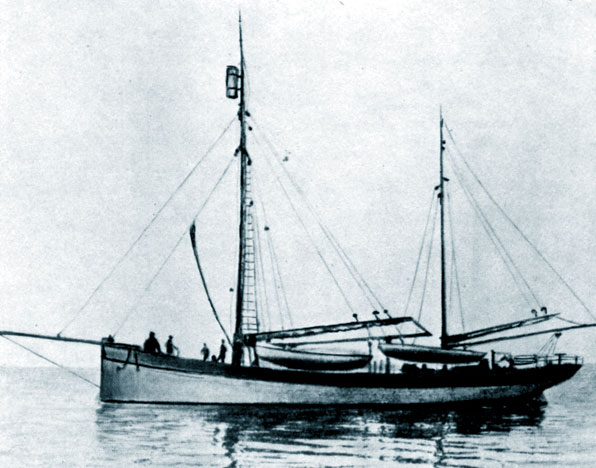
La scuna Gerkules di Rusanov

Nel 1914-1915 il compito quasi impossibile di rintracciare la spedizione (così come per la simile scomparsa del capitano Georgij Brusilov) fu affidato a Otto Sverdrup con la nave Eklips. I suoi sforzi, però, non ebbero successo. Nel 1937, una spedizione di rilevamento della rotta marittima del nord organizzato dall'Istituto di Ricerca Artico e Antartico dell'URSS (Арктический и антарктический научно-исследовательский институт - ААНИИ), rinvenne i resti della sfortunata spedizione del Gerkules sull'isola di Popov-Čukin (nella baia Medevež'ja dell'isola Kolosovych).

## Luoghi a lui dedicati
- Isole di Kučin (Острова Кучина), 2 isolette russe nell'oceano Artico che fanno parte della Terra di Zichy nell'arcipelago della Terra di Francesco Giuseppe.
- Isola di Kučin (о. Кучина), una piccola isoletta nella baia Medevež'ja dell'isola Kolosovych (74°54′44.85″N 86°25′11.39″E).
- Capo Kučin, la punta settentrionale dell'isola di Popov-Čukin (остров Попова-Чукчина) che si trova all'imboccatura della baia Medevež'ja dell'isola Kolosovych (74°57′52″N 86°19′00″E).